# Iphiaulax rugotusus
Iphiaulax rugotusus är en stekelart som beskrevs av Roy D. Shenefelt 1978. Iphiaulax rugotusus ingår i släktet Iphiaulax och familjen bracksteklar. Inga underarter finns listade i Catalogue of Life.